# Mary Carlisle
Mary Carlisle (Boston, Massachusetts, 3 de febrero de 1914-Los Ángeles, California, 1 de agosto de 2018) fue una actriz y cantante estadounidense.

## Biografía
Criada en su ciudad natal, protagonizó algunas películas de Hollywood en la década de 1930, habiendo sido una de las 15 chicas seleccionadas como WAMPAS Baby Stars, galardón que distinguía a las jóvenes más prometedoras en la industria cinematográfica, en 1932. 
Su primer papel importante se dio en la película College Humor (1933) junto a Bing Crosby. La pareja participó en otras dos producciones, Double or Nothing (1937) y Doctor Rhythm (1938). Carlisle se retiró de la industria cinematográfica en 1942, siendo Dead Men Walk (1943) su crédito final en el cine.
El 8 de febrero de 1960 la actriz recibió una estrella en el paseo de la fama de Hollywood, en 6679 Hollywood Boulevard.
Tras las muertes de Lucille Lund (2002), Fay Wray (2004), Dorothy Layton (2009), Gloria Stuart (2010) y Barbara Kent (2011), Carlisle fue la última de las WAMPAS Baby Stars en fallecer, registrándose su muerte el 1 de agosto de 2018 a los 104 años.

## Filmografía

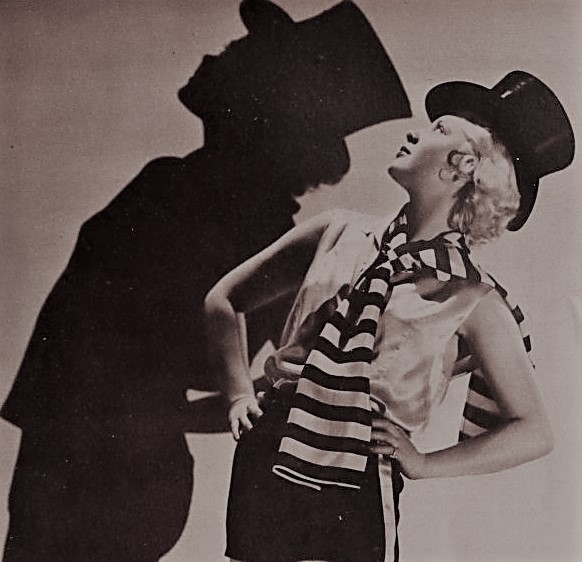
Mary Carlisle.

### Cine
| Año  | Título                      | Personaje                  |
| ---- | --------------------------- | -------------------------- |
| 1923 | Long Live The King          |                            |
| 1930 | The Girl Said No            |                            |
| 1930 | Montana Moon                |                            |
| 1930 | Children of Pleasure        |                            |
| 1930 | Madam Satan                 | Little Bo Peep             |
| 1930 | Passion Flower              |                            |
| 1930 | Remote Control              |                            |
| 1930 | The Devil's Cabaret         | Impy                       |
| 1931 | The Great Lover             |                            |
| 1932 | This Reckless Age           | Cassandra Phelps           |
| 1932 | Hotel Continental           | Alicia                     |
| 1932 | Grand Hotel                 | Mrs. Hoffman               |
| 1932 | Night Court                 | Elizabeth Osgood           |
| 1932 | Now's the Time              |                            |
| 1932 | Ship A Hooey                |                            |
| 1932 | Down to Earth               | Jackie Harper              |
| 1932 | Smilin' Through             |                            |
| 1932 | Her Mad Night               | Constance 'Connie' Kennedy |
| 1933 | Men Must Fight              | Evelyn                     |
| 1933 | College Humor               | Barbara Shirrel            |
| 1933 | Ladies Must Love            | Sally Lou Cateret          |
| 1933 | Saturday's Millions         | Thelma Springer            |
| 1933 | The Sweetheart of Sigma Chi | Vivian                     |
| 1933 | East of Fifth Avenue        | Edna Howard                |
| 1933 | Should Ladies Behave        | Leone Merrick              |
| 1934 | Palooka                     | Anne Howe                  |
| 1934 | This Side of Heaven         | Peggy Turner               |
| 1934 | Once to Every Woman         | Doris Andros               |
| 1934 | Murder in the Private Car   | Ruth                       |
| 1934 | Handy Andy                  | Janice Yates               |
| 1934 | Million Dollar Ransom       | Francesca Shelton          |
| 1934 | That's Gratitude            | Dora Maxwell               |
| 1934 | Kentucky Kernels            | Gloria                     |
| 1934 | Girl o' My Dreams           | Gwen                       |
| 1935 | Grand Old Girl              | Gerry Killaine             |
| 1935 | The Great Hotel Murder      | Olive Temple               |
| 1935 | One Frightened Night        | Doris Waverly              |
| 1935 | Champagne for Breakfast     | Edie Reach                 |
| 1935 | The Old Homestead           | Nancy Abbott               |
| 1935 | It's in the Air             | Grace Gridley              |
| 1935 | Super-Speed                 | Nan Gale                   |
| 1935 | Kind Lady                   | Phyllis                    |
| 1936 | Love in Exile               | Emily Stewart              |
| 1936 | Lady Be Careful             | Billie 'Stonewall' Jackson |
| 1937 | Hotel Haywire               | Phyllis                    |
| 1937 | Double or Nothing           | Vicki Clark                |
| 1937 | That Navy Spirit            | Judy Hollan                |
| 1938 | Tip-Off Girls               | Marjorie Rogers            |
| 1938 | Dr. Rhythm                  | Judy Marlowe               |
| 1938 | Hunted Men                  | Jane Harris                |
| 1938 | Touchdown, Army             | Toni Denby                 |
| 1938 | Illegal Traffic             | Carol Butler               |
| 1938 | Say It in French            | Phyllis Carrington         |
| 1939 | Fighting Thoroughbreds      | Marian                     |
| 1939 | Inside Information          | Crystal                    |
| 1939 | Hawaiian Nights             | Millie                     |
| 1939 | Beware Spooks!              | Betty Lou Winters Gifford  |
| 1939 | Call a Messenger            | Marge Hogan                |
| 1939 | Rovin' Tumbleweeds          | Mary Ford                  |
| 1940 | Dance, Girl, Dance          | Sally                      |
| 1941 | Rags to Riches              | Carol Patrick              |
| 1942 | Torpedo Boat                | Jane Townsend              |
| 1942 | Baby Face Morgan            | Virginia Clark             |
| 1943 | Dead Men Walk               | Gayle Clayton              |